# Dżizja
Dżizja (arab. جزية) – nakładany dawniej na innowierców w krajach muzułmańskich podatek pogłówny, ściągany w pieniądzu.
Dżizja została usankcjonowana przez Koran

Zwalczaj tych, którzy nie wierzą w Allaha ani w Dzień Ostateczny, ani nie uznają za zabronione tego, co zostało zabronione przez Allaha i Jego Proroka, ani nie uznają religii Prawdy (nawet jeśli są) Ludem Księgi, dopóki nie zapłacą dżizję z wolą podporządkowania się i sami nie poczują się poddanymi. /Koran 9:29/

W islamie dżizja była tłumaczona jako opłata za zwolnienie ze służby wojskowej i obronę ze strony muzułmanów oraz przywilej życia na terytorium muzułmańskim. Niewierni byli obywatelami drugiej kategorii i nie mogli zajmować wysokich pozycji państwowych.
Podatek ten był wprowadzany na terenach podbitych przez kalifów muzułmańskich. Na przykład w trakcie arabskich podbojów Iranu, za czasu kalifatu Umajjadów dżizja była źródłem tak znacznych dochodów dla muzułmańskich władców, że nie zależało im, by ludność miejscowa, tzw. zimmi, przechodziła na islam. Nakładania tego podatku zaniechano w połowie XIX w.
Obecnie dżizję stosuje na terenach opanowanych przez tzw. Państwo Islamskie, próby wprowadzenia podatku mają miejsce w Egipcie. Liczne przypadki wymuszeń dżizji zanotowano w brytyjskich więzieniach, gdzie muzułmańscy przestępcy pobierali haracze od współwięźniów innych wyznań.